# Carpotroche platyptera
Carpotroche platyptera är en tvåhjärtbladig växtart som beskrevs av Henri François Pittier. Carpotroche platyptera ingår i släktet Carpotroche och familjen Achariaceae. Inga underarter finns listade i Catalogue of Life.

## Bildgalleri

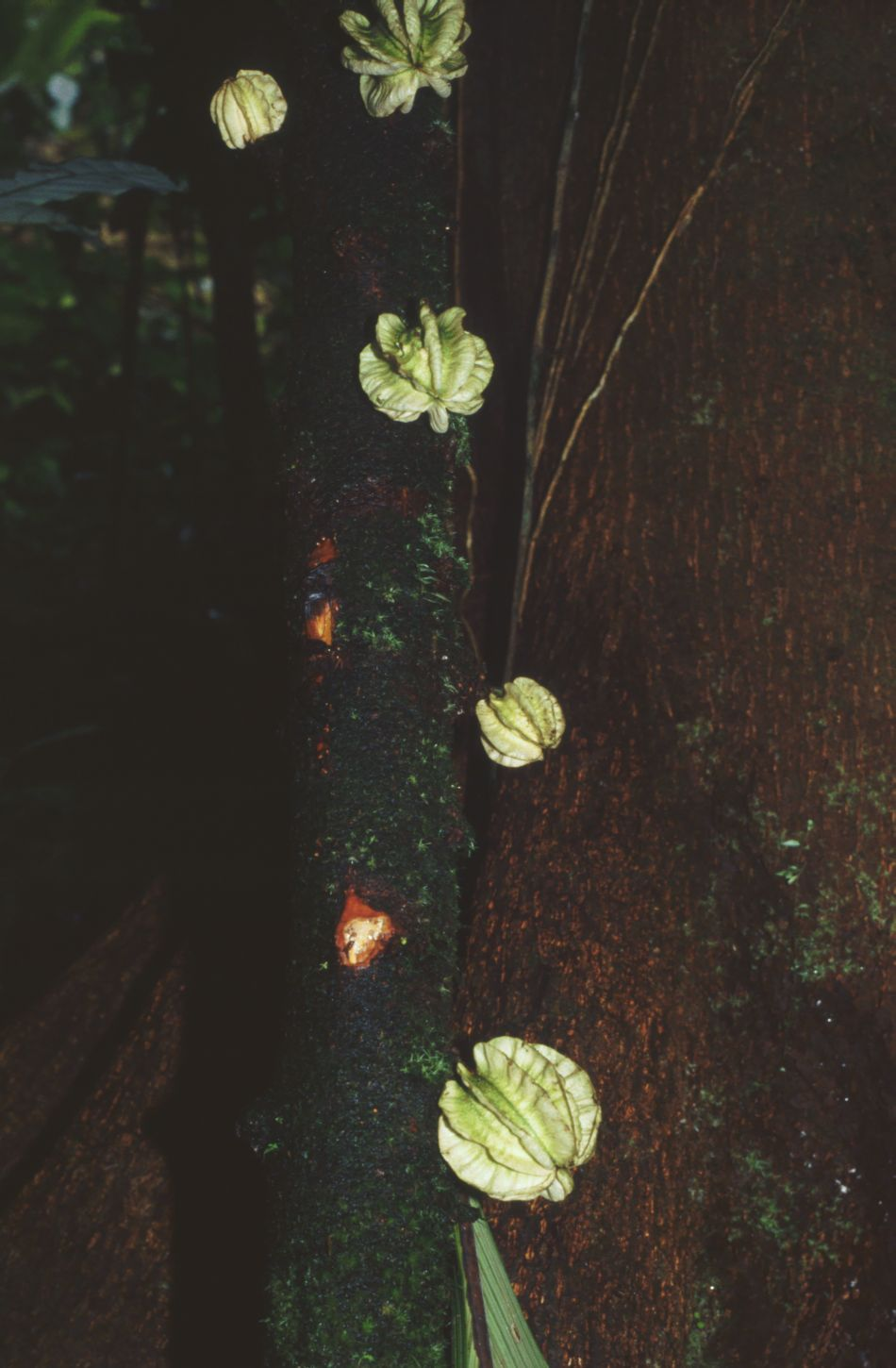